# 小行星6927
小行星6927（英語：6927 Tonegawa）是一颗围绕太阳公转的小行星。1994年10月2日，圓舘金、渡邊和郎在北见发现了此天体。
这颗小行星的绝对星等为36.86319等。